# Sam Field
Samuel Field, detto Sam Field (Grimsby, 8 maggio 1998), è un calciatore inglese, centrocampista del QPR.

## Carriera

### Club
Ha giocato nella prima e nella seconda divisione inglese.

### Nazionale
Ha giocato nelle nazionali giovanili inglesi Under-18, Under-19 ed Under-20.

## Statistiche

### Presenze e reti nei club
Statistiche aggiornate al 22 febbraio 2025.
| Stagione             | Squadra              | Campionato           | Campionato | Campionato | Coppe nazionali | Coppe nazionali | Coppe nazionali | Coppe continentali | Coppe continentali | Coppe continentali | Altre coppe | Altre coppe | Altre coppe | Totale | Totale | Totale |
| Stagione             | Squadra              | Comp                 | Pres       | Reti       | Comp            | Pres            | Reti            | Comp               | Pres               | Reti               | Comp        | Pres        | Reti        | Pres   | Reti   |        |
| -------------------- | -------------------- | -------------------- | ---------- | ---------- | --------------- | --------------- | --------------- | ------------------ | ------------------ | ------------------ | ----------- | ----------- | ----------- | ------ | ------ | ------ |
| 2015-2016            | West Bromwich        | PL                   | 1          | 0          | FACup+CdL       | -               | -               | -                  | -                  | -                  | -           | -           | -           | 1      | 0      |        |
| 2016-2017            | West Bromwich        | PL                   | 8          | 0          | FACup+CdL       | 0+1             | 0               | -                  | -                  | -                  | -           | -           | -           | 9      | 0      |        |
| 2017-2018            | West Bromwich        | PL                   | 10         | 1          | FACup+CdL       | 2+0             | 0               | -                  | -                  | -                  | -           | -           | -           | 12     | 1      |        |
| 2018-2019            | West Bromwich        | FLC                  | 12         | 1          | FACup+CdL       | 3+3             | 0               | -                  | -                  | -                  | -           | -           | -           | 18     | 1      |        |
| 2019-2020            | Charlton             | FLC                  | 17         | 0          | FACup+CdL       | 0+1             | 0               | -                  | -                  | -                  | -           | -           | -           | 18     | 0      |        |
| 2020-gen. 2021       | West Bromwich        | PL                   | 3          | 0          | FACup+CdL       | 0+2             | 0               | -                  | -                  | -                  | -           | -           | -           | 5      | 0      |        |
| Totale West Bromwich | Totale West Bromwich | Totale West Bromwich | 34         | 2          |                 | 11              | 0               |                    | -                  | -                  |             | -           | -           | 45     | 2      |        |
| gen.-giu. 2021       | QPR                  | FLC                  | 19         | 1          | FACup+CdL       | -               | -               | -                  | -                  | -                  | -           | -           | -           | 19     | 1      |        |
| 2021-2022            | QPR                  | FLC                  | 29         | 0          | FACup+CdL       | 0               | 0               | -                  | -                  | -                  | -           | -           | -           | 29     | 0      |        |
| 2022-2023            | QPR                  | FLC                  | 46         | 2          | FACup+CdL       | 1+1             | 1+0             | -                  | -                  | -                  | -           | -           | -           | 48     | 3      |        |
| 2023-2024            | QPR                  | FLC                  | 43         | 4          | FACup+CdL       | 1+1             | 0               | -                  | -                  | -                  | -           | -           | -           | 45     | 4      |        |
| 2024-2025            | QPR                  | FLC                  | 33         | 3          | FACup+CdL       | 1+2             | 0+1             | -                  | -                  | -                  | -           | -           | -           | 36     | 4      |        |
| Totale QPR           | Totale QPR           | Totale QPR           | 170        | 10         |                 | 7               | 2               |                    | -                  | -                  |             | -           | -           | 177    | 12     |        |
| Totale carriera      | Totale carriera      | Totale carriera      | 221        | 12         |                 | 19              | 2               |                    | -                  | -                  |             | -           | -           | 240    | 14     |        |